# حسن الجبيري
حسن عيضة الجبيري (مواليد 6 مارس 1991) هو لاعب كرة قدم سعودي يلعب حاليًا في نادي الصفا.

## مسيرة اللاعب
لعب في نادي جدة ونادي الفيصلي ونادي الطائي ونادي الباطن ونادي الصفا.

## وصلات خارجية
- حسن الجبيري على موقع Soccerway.com (الإنجليزية)
- حسن الجبيري على موقع كووورة